# XHTL-FM (Veracruz)
XHTL-FM là một đài phát thanh ở tuxpan, Veracruz. Phát sóng trên tần số 91,5 FM, XHTL/XETL được gọi là Radio Ola.

## Lịch sử
XETL-AM 1390 đã nhận được sự nhượng bộ vào năm 1941, khiến nó trở thành một trong những đài phát thanh đầu tiên ở Veracruz. Nó đã thêm đối tác FM vào năm 1994 và đóng cửa trạm AM bằng cách đầu hàng tần số vào năm 2017.